# Иза зелених врата
Иза зелених врата (енгл. Behind the Green Door) је амерички порно-филм из 1972. године. Режију су урадили браћа Арти и Џим Мичел.

## Радња
Млада жена Глорија је киднапована у бару поред пута у граду. Потом је одводе у мистериозни кабаре скривен иза зелених врата...

## Улоге
| Глумац           | Улога      |
| ---------------- | ---------- |
| Мерилин Чејмберс | Глорија    |
| Џорџ Макдоналд   | Бери Кларк |
| Џони Кејс        |            |
| Елизабет Ноулс   | Лиса       |
| Тони Ател        |            |
| Адриен Мичел     | конобарица |